# Leslie Soltero
Leslie Xcaret Soltero García, född 30 april 2001, är en mexikansk taekwondoutövare.

## Karriär
I oktober 2018 tog Soltero brons i 63 kg-klassen vid ungdoms-OS i Buenos Aires. I juni 2021 tog hon brons i 67 kg-klassen vid panamerikanska mästerskapen i Cancún. I november 2021 tog Soltero guld i 67 kg-klassen vid panamerikanska spelen för juniorer i Cali efter att ha besegrat peruanska Eliana Vázquez i finalen.
I maj 2022 tog Soltero silver i 67 kg-klassen vid panamerikanska mästerskapen i Punta Cana efter en finalförlust mot brasilianska Milena Titoneli. I september 2022 tog hon brons i 67 kg-klassen vid Grand Prix i Paris. I november 2022 tog Soltero guld i 67 kg-klassen vid VM i Guadalajara efter att ha besegrat serbiska Aleksandra Perišić i finalen.
I oktober 2023 tog Soltero guld i 67 kg-klassen vid panamerikanska spelen i Santiago efter att ha besegrat haitiska Ava Lee i finalen. Hon tog även silver tillsammans med Victoria Heredia och Fabiola Villegas i lagtävlingen.